# Gail Eijk
Gail Eijk (5 maart 1972) is een Surinaams schrijfster, journaliste en presentatrice. In 2008 won ze het componistenfestival SuriPop met het lied Ala ogri e tja wang bun. In 2015 bracht ze haar roman Tranen voor mijn horizon uit. Ze was presentatrice en journaliste voor verschillende programma's bij Apintie vanaf 2005 en is dat sinds 2018 bij de STVS.

## Biografie
Kort na haar geboorte ging ze naar Nederland. Haar moeder overleed op jonge leeftijd en ze kwam rond haar zesde terug naar Suriname, waar ze verder opgroeide bij familie. Tijdens haar jeugd ontbrak het vaak aan een thuis en een tijdlang leefde ze zelfs op straat. Ze werkte op een gegeven moment in de keuken van Bayside, een restaurant aan de Anton Dragtenweg in Paramaribo. Ze herinnert zich prominente gasten, onder wie oud-president Jules Wijdenbosch. Ze is moeder van drie dochters.

### Verslaggeefster en journaliste
Ze zong meer dan achttien jaar in verschillende bandjes tijdens bruiloften en feesten. In 2005 ging ze aan het werk voor de omroep Apintie, waar ze vanaf het eerste moment live-verslagen maakte. Als presentatrice is ze het liefst op locatie en bij Apintie had ze haar eigen apparatuur. "Ongelukken, aanrijdingen, daar ben ik echt bij betrokken, omdat ik denk: ik had ook het slachtoffer kunnen zijn," zo vertelde ze in een interview in 2008. Ze was 24 uur per dag oproepbaar, waardoor het kon zijn dat ze om drie uur 's nachts een illegale straatrace filmde bij Coppenamepunt tot een hele dag aan het werk was tijdens Moederdag om een special te maken over arme moeders. "Ik ben een beetje workaholic, maar dat voelt niet zo," vertelde ze in hetzelfde interview.
Na een paar jaar presenteerde ze daarnaast het wekelijkse radioprogramma Love Box, waarin ze gedichten declameerde die door luisteraars waren opgestuurd. In 2010 werd ze ook hoofd van de nieuwsdienst van Apinitie. Ondanks haar vak als journaliste, heeft ze een hekel aan politiek.
Ze pakt ook andere zaken op. Ze speelde een rol in videoclips van musici als Silent en Scrappy W, presenteerde enkele keren de Coca-Cola Christmas Caravan, was spreker tijdens een paneldiscussie over sociale media en was jurylid tijdens Youth Voice. Verder ging ze meerdere keren naar Curaçao waar ze verslag deed van het carnaval op het eiland en de lokale versie van het North Sea Jazz Festival.
In oktober 2018 maakte ze in Bakana Tori haar vertrek bij Apintie bekend en vervolgde ze haar carrière bij de STVS.

### Muziek en boeken
Ze houdt van het schrijven van songteksten. In 2006 deed ze voor het eerst mee aan SuriPop; dit was met het nummer Dis na mi dat werd gezongen door Sharon Sastro. Toen op oudejaarsavond in 2007 de kinderen bij hun vader waren en ze alleen thuis was, schreef ze het lied Ala ogri e tja wang bun, dat haar belangrijkste muzikale pennenvrucht zou gaan worden. Voor de poëtische zin Tap den skwala fu mi egi watra ay (Op de golven van mijn eigen tranen) kreeg ze later veel lof. Nog dezelfde oudejaarsavond besloot ze te hertrouwen met haar ex. In twee maanden tijd kende ze vervolgens twee triomfen: haar inzending werd het winnende lied van het festival, in de vertolking van Bryan Muntslag, en daarbovenop hertrouwde ze. Haar huwelijk stond echter opnieuw onder druk, mede door haar werk. Daarbij werden haar relatieproblemen breeduit uitgemeten op onder meer de toenmalige roddelwebsite Mamjo.com. Het nieuwe huwelijk bleek uiteindelijk geen lang leven beschoren.
Ze schreef in 2015 een autobiografische roman die ze in Suriname en Nederland presenteerde, getiteld Tranen voor mijn horizon.
Acteur en zanger Clinton Kaersenhout stelde veel geloof in haar kunnen, meer dan zijzelf, vertelde ze in een interview in 2008. Hij had haar aangemoedigd om haar lied in te zenden voor SuriPop. Als ze niet naar hem had geluisterd, zou ze het festival niet hebben gewonnen. Ze was al jaren met hem bevriend en hij had ook al vaker voor een ommekeer in haar leven gezorgd. Voor hem schreef ze A special friend. Het lied zorgde ervoor dat ze bij Apintie ging werken. Hij grapte eens dat hij het zou afspelen tijdens haar begrafenis. Het zou anders lopen. Hij werd ziek en tijdens zijn ziekbed bleven zij, Bryan Muntslag en zijn zusje Melisa hem tot het laatst bezoeken. Hij overleed uiteindelijk in augustus 2016 op 41-jarige leeftijd.
In 2018 gaf Bryan Muntslag zijn eerste galaconcert, His-Tori. Tijdens dit concert was Eijk een van zijn speciale gasten die een storytelling voordroegen.
In 2024 bracht ze haar tweede autobiografie uit, met de titel Splinters op mijn pad.

### Amor Vitae
In 2017 zamelde ze geld in om een operatie van twee baby's mogelijk te maken in Colombia. Omdat het toen bijna misging besloot ze rond oktober 2017 de Stichting Amor Vitae (Liefde voor het leven) op te richten. Ze richt zich specifiek op kinderen in acute noodsituaties en niet op langdurig onderhoud. Binnen drie dagen na de bekendmaking was er meer dan vijfduizend SRD aan giften binnengekomen. Een maand later maakte Digicel bekend twee projecten van haar stichting te willen bekostigen, zowel in ziekenhuizen als met het koken voor daklozen. Tijdens de coronacrisis in Suriname, in mei 2020, verstrekte ze met haar stichting pakketten aan hulpbehoeftigen en in 2021 startte ze met haar organisatie een mobiele voedselbank waarmee ze naast voedsel ook kleding uitdeelt aan behoeftigen. Fernandes Bottling steunde haar stichting in januari 2022 met ruim honderdduizend SRD, wat goed was voor voedselpakketten aan ruim vierhonderd gezinnen.

## Waardering
In 2015 was zij een van de 75 Surinamers die door Raúl Neijhorst beschreven en geportretteerd werden in het boek Suriname Beken(d)t: 75 bijzondere Surinamers in portret. In 2018 werd ze onderscheiden als Ridder in de Ereorde van de Palm.